# Wintershouse
Wintershouse (en alsacià Wínterschhüse) és un municipi francès, situat a la regió del Gran Est, al departament del Baix Rin. L'any 1999 tenia 613 habitants.
Forma part del cantó de Haguenau, del districte de Haguenau-Wissembourg i de la Comunitat d'aglomeració de Haguenau.

## Demografia
| 1962 | 1968 | 1975 | 1982 | 1990 | 1999 |
| ---- | ---- | ---- | ---- | ---- | ---- |
| 354  | 366  | 415  | 421  | 517  | 613  |

## Administració
| Període | Identitat | Partit | Qualitat |  |
| ------- | --------- | ------ | -------- |  |
| 2001-   | René Grad |        |          |  |